# Храм Троицы Живоначальной в Листах
Храм Троицы Живоначальной в Листах — приходской храм Сретенского благочиния Московской городской епархии Русской православной церкви.
Построен в середине XVII века.
Находится на стыке Малой и Большой Сухаревской площадей по адресу улица Сретенка, дом 27/29, строение 3.

## История
Первое письменное упоминание деревянной церкви относится к 1632 году. Название «в листах» получила из-за торгующих около церкви своими работами печатников, которые развешивали изготовленные кустарным образом лубочные картинки на ограде церкви, демонстрируя свой товар. Первоначально церковь была кладбищенской, а к середине XVII века стала полковым храмом стрельцов В. Пушечникова, которые инициировали возведение нового каменного здания.
Точная дата начала постройки каменной церкви неизвестна, но в 1657 году рядом с деревянной церковью уже идёт строительство каменной. Освящение храма состоялось в 1661 году.
В 1667 году стрелецкий полк Василия Пушечникова был отправлен в Астрахань, где в дальнейшем участвовал в подавлении восстания Степана Разина. По возвращении из похода стрельцы получили в награду от царя Алексея Михайловича 150 тысяч казённых кирпичей на завершение строительства полкового храма. Более того, царь «возымел особое усердие к этому храму, пожаловав ему множество образов, большую часть утвари и Царские врата, вывезенные им из покорённой Орши».
В 1680 году к церкви пристроили трапезную и придел во имя Покрова Пресвятой Богородицы в честь окончания Чигиринского похода. В 1689 году в здании случился пожар, в результате которого треснула глава церкви. В том же году Пётр I за участие в подавлении бунта Шакловитого пожаловал стрельцам 700 рублей на восстановление пострадавшего здания.
В 1704 году храму присвоили статус адмиралтейского — рядом, в Сухаревой башне, в то время размещалась Школа математических и навигацких наук. По легенде, Пётр I планировал обложить здание церкви белым камнем, однако эту идею не реализовали.
В 1770 году разобрали обветшавшую колокольню, а в 1774 году — трапезную с приделом. Новые трапезная и придел отстроены в 1774 году. Ограда и каменная колокольня возведены в 1788 году (автор проекта С. А. Карин), при этом, в отличие от большинства московских церквей, новая колокольня возведена с восточной, а не с западной стороны храма. В 1773—1774 годах на средства купца П. В. Колосова возвели новый Покровский придел. Примерно в 1796 году построили придел во имя Иоанна Дамаскина; в 1805 году его переосвятили во имя Святителя Алексия, Митрополита Московского. В 1878 году заменён иконостас.
В 1857 году новой переделке подверглась трапезная, устроен новый иконостас и сделаны стенные росписи. В 1878 году росписи храма обновили, а стены отделали под мрамор.
В 1930 году настоятель храма В. Н. Страхов был арестован, а в 1938 году — расстрелян. В 1939 году церковь закрыли, снесли купола, а над трапезной возвели ещё один этаж. Первоначально в здании бывшей церкви разместили общежитие работников трамвайного депо, затем — скульптурные мастерские, для которых частично разобрали стены, а в полу вырыли ямы для хранения глины и гипса. В 1957 году снесли колокольню храма.
В 1972 году в ходе строительства станции метро «Колхозная» (ныне — «Сухаревская»), один из выходов которой начали возводить прямо под стенами бывшего храма, была нарушена гидроизоляция — в подвалах появилась вода, а на сводах образовались трещины. Архитекторы-реставраторы О. И. Журин и П. Д. Барановский добились решения о приостановке работ и реставрации здания церкви к Олимпиаде 1980 года. В 1979 году из здания выселили скульптурные мастерские, и под руководством О. И. Журина начали работы по восстановлению первоначального облика храма. Основная часть реставрационных работ была выполнена в 1979—1980 годах: снесён надстроенный этаж, восстановлены своды, надстроены главы и купола, установлены кресты, восстановлен оконный декор. Затем работы приостановились — возникла идея устроить в здании концертно-репетиционный зал Москонцерта. Был разработан проект перестройки, который, однако, не реализовали.
Полностью реставрацию здания завершили в 1990 году; в том же году его передали Русской православной церкви. В 1991 году храм заново освятили, и в нём начались регулярные богослужения. В 1998 году благоустроили территорию и установили новую чугунную ограду. В 2004 году возвели новую колокольню, пропорции которой были рассчитаны на основе сохранившихся фотографий и обнаруженных при раскопках фундаментов. На колокольню водрузили 10 новых колоколов, отлитых в Тутаеве. По словам О. И. Журина, основная заслуга в воссоздании колокольни принадлежит его ученику А. В. Фёдорову.

## Архитектура
Небольшой приземистый храм выполнен в формах четырёхстолпного пятиглавого храма грозненского времени, что совершенно нетипично для времени его постройки. К древнерусской традиции отсылают, среди множества прочих деталей, многообломный профилированный карниз, арочные перспективные порталы на боковых фасадах и крупные барабаны со шлемовидными главами.

## Духовенство
- Игумен Кирилл (Коровин), и. о. настоятеля.
- Протоиерей Павел Феоктисов.
- Иерей Боян Попов.
- Иерей Арсений Черникин.
- Иерей Александр Колногоров.
- Диакон Виталий Ляшев[4].